# Еманаційний метод
Еманаційний метод (рос. эманационный метод, англ. emanation method, нім. Emanationsmethode) – фізико-хімічний метод вивчення властивостей твердих тіл (що містять радій), оснований на їх здатності виділяти у довкілля ізотопи радіоактивного газу радону (еманації). 
Використовують для вивчення напруженого стану масиву гірських порід, перекристалізації, дегідратації, поліморфних перетворень тощо.